# 飛機餐

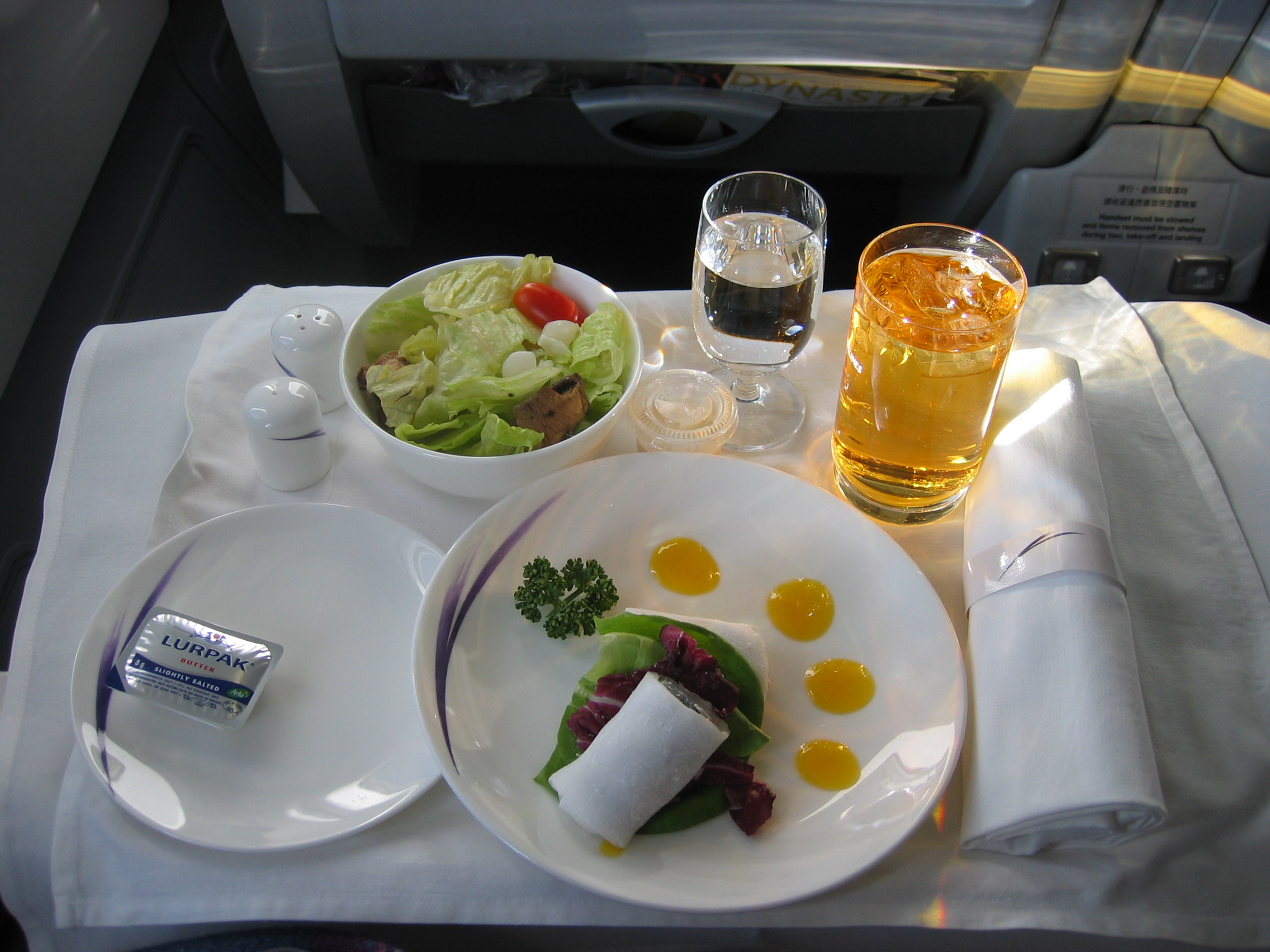
中華航空商務客位飛機餐（前菜）

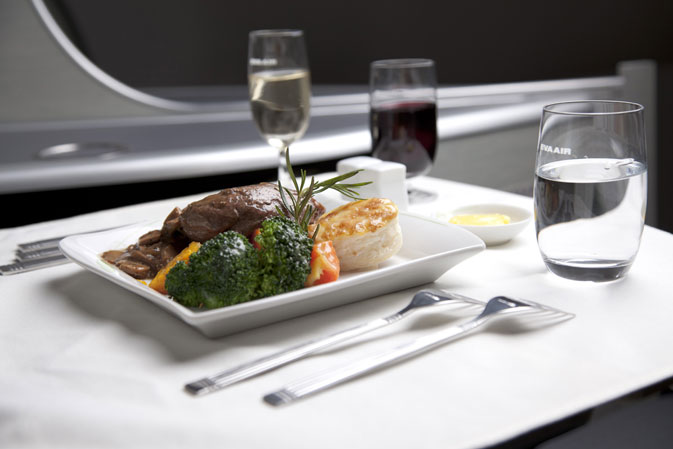
長榮航空商務客位飛機餐

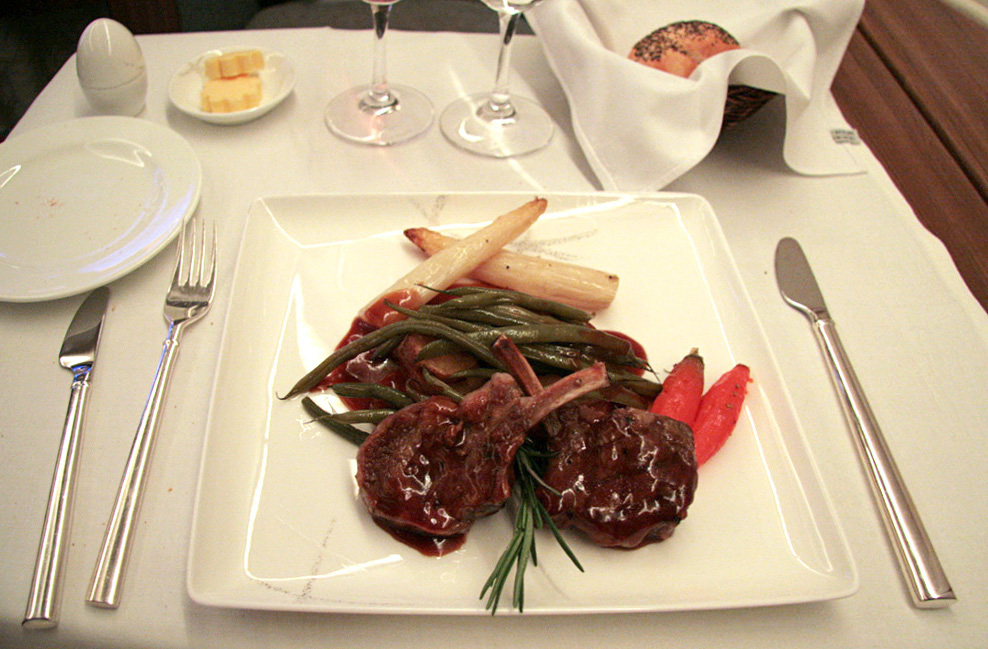
國泰航空頭等客位飛機餐

飛機餐（英語：Airline meal），即是民航飛機在航程中供應予乘客與機組人員食用的餐飲。飛機餐菜式由航空公司訂定，一般由指定供應航機飲食的廠商供應。這樣的廠商稱為「空廚」（transport catering，原意指餐飲服務）。飛機餐在機場附近製作，並於起飛前直接運送至航機上，在航程中途飛機穩定時由空服員放在手推車上分發予乘客。考慮到效率、衛生、重量、機艙人數及空間的限制，故此大多只能將預先包裝食品或半成品再次加熱，再分發給乘客。

## 概覽
不同等級客位的飛機餐，在菜式、份量及成本各方面都有分別。頭等及商務客位的飛機餐，在食物及進餐程序皆盡量模仿高級餐廳，雖然如此，但與真正的餐廳始終有別。而經濟客位的飛機餐，則與快餐較為相似，以分發效率、儲存體積及成本等為主要考慮因素，食物的味道，當然難以令乘客有高期望。
在短程的航線，例如兩小時以內的國內或國際航線，則只供應一些小食、點心或三明治及飲品。一些極短程的航線則更只有飲品提供。在中長途的航線，可能會有超過一頓飛機餐，由於時差關係，通常每餐會每隔5至6小時供應，就算當時的所在地並非用餐時間，亦可能在兩餐之間提供如杯麵等食物。飛機餐的費用一般已包含在機票價格裡。
早期的飛機餐通常以西式為主，後來一些航空公司開始提供地區性的菜式，主因是起飛地點的空廚可提供當地菜式的飛機餐，地區性的菜式通常依起飛地點及目的地而定。如中國大陸航空公司和香港國泰航空供應中式飛機餐以供乘客選擇，部分歐洲航空公司在從中國起飛的航班上提供中式飛機餐。
除餐食外，航空公司亦會提供軟性飲料例如汽水、果汁、茶、速溶咖啡等飲品，及酒精類飲品例如餐酒。部份航空公司的酒精類飲品需額外收費。另外基於宗教因素，機上可能沒有提供酒精類飲品，或是在飛越某些國家的領空時不供應酒精類飲品（如嚴格執行沙里亞法的沙烏地阿拉伯及伊朗）。
另外，为了防止一些不法之徒用飞机餐上的金属或玻璃制餐具进行攻击，甚或是劫机，且減輕載重、降低成本，有航空公司改用塑胶制餐具。
為了避免病原體（例如非洲豬瘟）藉由飛機餐擴散而影響農業，大多數國家禁止乘客或機組人員將飛機餐攜帶入境，無論食用與否。在機場的動植物檢疫處會設有棄置箱讓人在檢疫前主動棄置。

## 歷史
1919年到1927年間，只供應飲料。1927年，倫敦飛巴黎的航線開始供應飛機餐。1978年航空公司放寬管制法前，飛機餐食物奢華豐富。

## 餐單

### 經濟客位／豪華經濟艙
一般經濟客位的飛機餐包括一包如花生之類的餐前小食（但因旅客可能會有對堅果類的過敏現象，現今多提供鹹零食替代花生），正餐以餐盤盛載，由空中服務員一次分發予乘客。一般包括頭盤或沙拉，以肉類例如牛肉,豬肉或雞肉作主菜，伴以飯、麵或馬鈴薯泥，亦有蛋糕等甜品，部份航空公司更會以雪糕作為甜品，餐後會供應咖啡、果汁、茶或者軟飲。

### 頭等／商務客位
頭等客位及商務客位的飛機餐，在菜式上比經濟客位較為多元化，餐前小食亦是花生之類，頭盤及主菜像餐廳般以盤子盛載，由空中服務員依次端上。頭盤除西式外，亦可能有日式壽司等，部份航空公司有供應湯，主菜亦與餐廳類似，例如牛柳，亦有較精緻的甜品，餐後亦供應咖啡或茶，或鮮搾的果汁。
國泰航空曾經在頭等及商務客位供應過中式老火湯、煲仔飯、薑汁撞奶等中式食品。甚至提供飛機上利用電飯煲煮飯的服務。中華航空則從2013年起與「台灣四大名廚」施建發、陳兆麟、張和錦、郭宏徹合作，提供台式高級料理。新加坡航空更聘請數位國際知名主廚為頭等及商務艙旅客設計飛機餐。

### 特殊餐

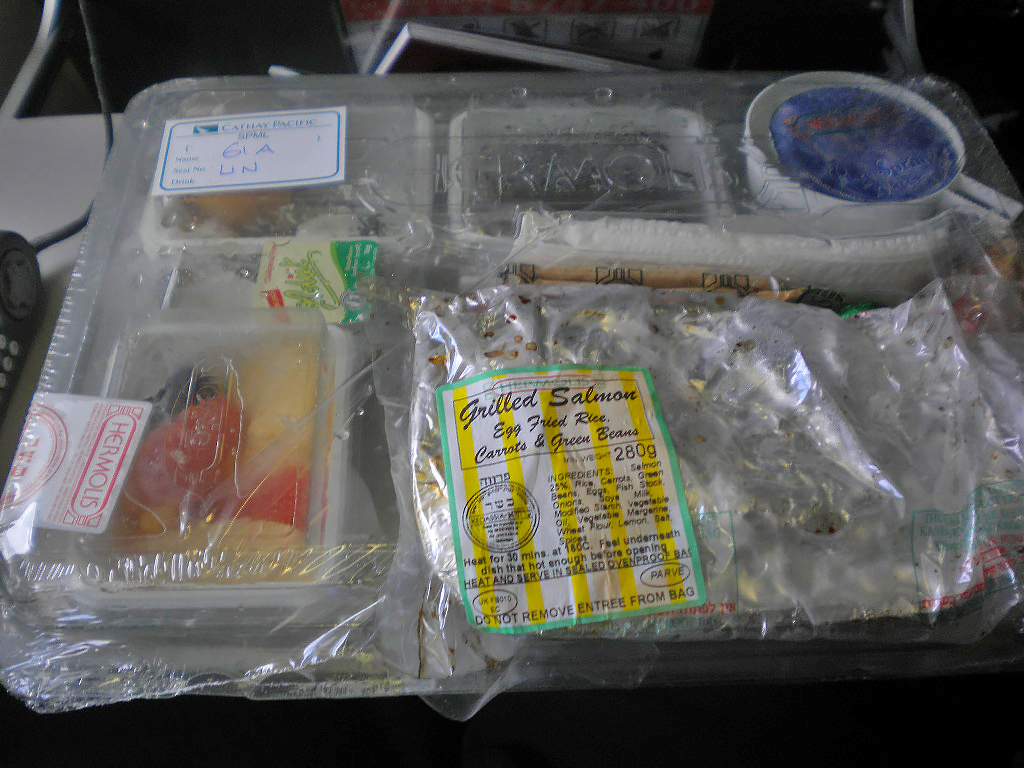
國泰航空班機上的猶太餐，經多層密封處理

如果乘客有體質或宗教需要，一般可於出發前24小時以前通知航空公司準備，或是在訂機票時預先告知。特殊餐包括兒童餐、供糖尿病等慢性病乘客享用的低鹽或低糖餐、素食餐、符合特別宗教要求的猶太教餐或穆斯林餐等。
部分伊斯蘭國家的民航業者，全機全程提供符合回教教義規範的清真餐（不含酒精及豬肉）且毋須額外指定，如沙烏地阿拉伯航空、伊朗航空；然而海灣航空、土耳其航空、阿聯酋航空、阿提哈德航空與卡達航空等業者，雖全程提供穆斯林餐，甚至酒類給非穆斯林旅客，但通常在遵守回教教義的前提下不向乘客主動提供酒類。
至於猶太餐，由於製作條件嚴苛，除了廚房須經由拉比（猶太教士）認證，且要雙層密封以防其他食物的味道汙染猶太餐，猶太餐盒通常由專門的業者製作；而以色列航空全機全程提供符合猶太教義的猶太餐。

### 非食物項目
飛機餐通常另外附帶小包裝的調味料，通常是鹽、胡椒和糖。為了衛生，飛機餐也附帶餐巾和濕紙巾供旅客擦拭。

## 品質
飛機餐的味道較差，經常受到乘客的批評，但實際上，不同航空公司的飛機餐品質，可能有很大的分別。飛機上供應的餐飲，價錢可能從免費（大多數的航空公司，尤其是亞洲地區的航空公司，以及所有的長途航班，均提供免費的餐飲服務）到大約十美元不等。隨著航空工業的經濟情況不斷轉變，飛機餐的素質也可能有落差。在長途航班的頭等與商務客位，大多數亞洲與歐洲的航空公司，會提供多道菜的佳餚；至於美國地區的航空公司，飛機餐通常份量較大，品質也較高，可能包括沙拉、牛排或雞、馬鈴薯與冰淇淋。一些地方，例如美國，飛機餐的供應與成本也在近年大幅變化，財政壓力使部分航空公司開始對飛機餐收費，甚至將之完全廢棄，以小食加以取代。

## 口味

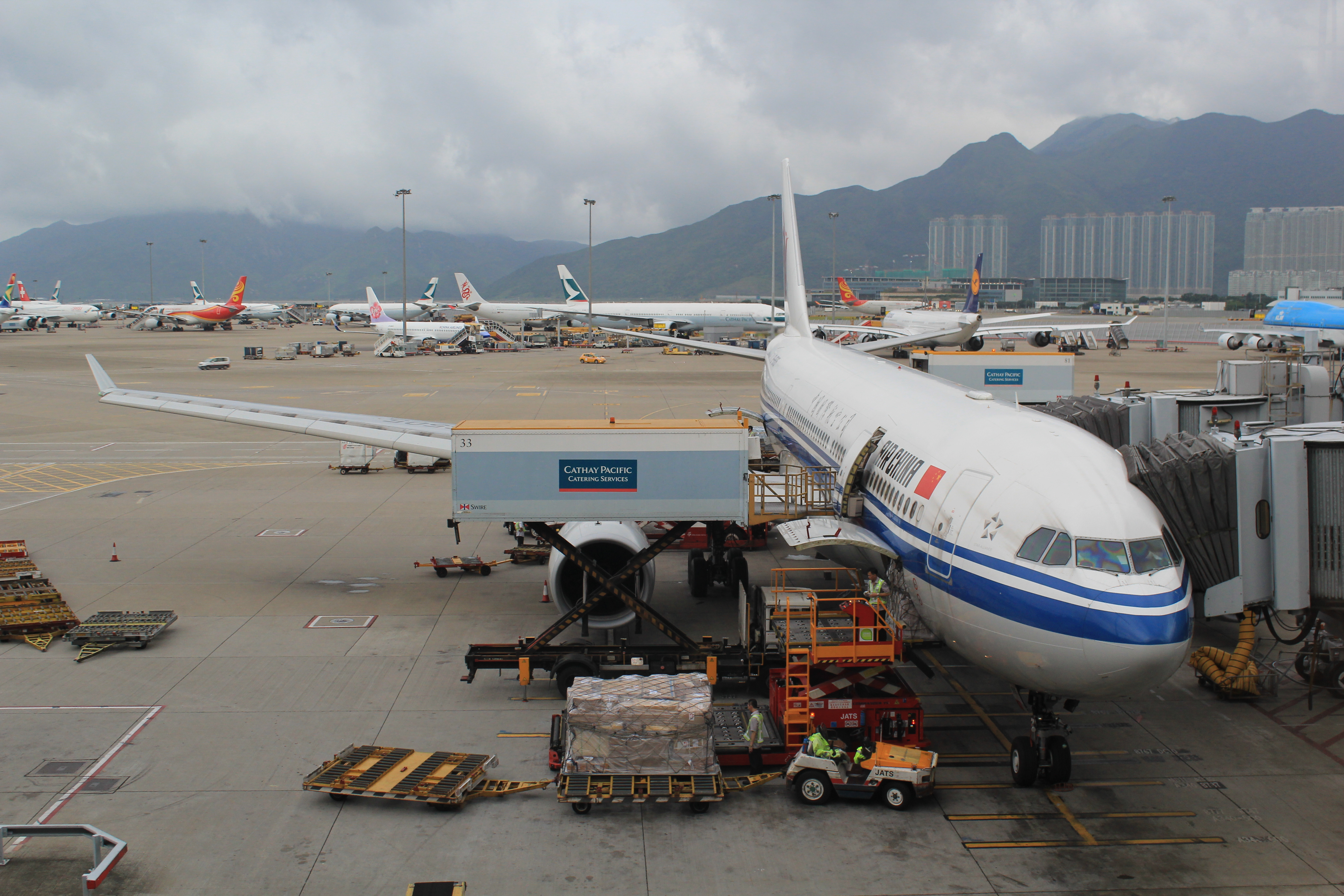
國泰航空飲食服務的貨車正為中國國際航空的一架空中客车A330提供餐食

一般人認為飛機餐味道較淡，這很大程度與飛機有限的空間，與及航空公司受到減低成本的壓力有關。飛機餐要先在地面冷藏，然後再在飛機上加熱，而非新鮮製造；不過，一般飛機餐較淡的口味，其實是飛機餐菜式本來的設計使然。這牽涉到兩個主要的因素：食物安全與乘客的舒適。
在航空餐飲業中，食物安全是極度重要的。如果飛機上出現乘客集體食物中毒，後果可大可小。例如一個從紐約飛往香港的16小時航班，中途通常包括兩餐飛機餐與一份小食。通常，第一份飛機餐會在起飛後一小時供應，如果該餐受到污染，大部分乘客可能會在6-8小時內出現腸胃不適的症狀。這表示擠在狹小飛機艙內的300-400名乘客，會開始出現諸如肚痛、嘔吐與腹瀉的症狀。在沒有即時救援，而只有10多個洗手間的情況下，飛機上的情況就會變得很壞。另外，飛機當時可能還是在航程中途，而離開最近的機場，可能還需要再飛一兩個小時（若長途航線是飛越諸如南太平洋地區，情況會更糟糕，因為該處可供轉飛的備降機場更少）。在這段時間內，長者與幼童的健康情況，可能會明顯變壞。就算乘客情況獲得解決，該航空公司的聲譽都會大受打擊，這是航空公司管理層所不希望遇見的。1992年在利馬至洛杉磯的班機上就曾發生食物中毒事件。
另外，為避免進食時不便、意外梗塞、受傷或衛生問題等，飛機餐並不會包含連殼、連骨、連外皮等飲食。
還有，乘客舒適也是設計飛機餐的一個重要問題。在設計飛機餐菜式時，有一點必須留意，就是除了航空公司供應的飛機餐外，乘客就再沒有任何的選擇——在飛機上，乘客不可能在其他地方購買食品。所以，飛機餐就需要能切合大部分乘客的口味。任何氣味濃烈的香料，始終都會有部分乘客不喜歡，在沒有其他選擇的情況下，這些乘客也不會喜歡用這些材料製造的飛機餐。蔥、蒜、辣椒、芥辣等物，就是因為這個原因而不會被用在飛機餐之中。此外，部分此類的香料與食材，食用後會令人有口氣，在擁擠的經濟艙，人與人靠近的環境中，當然不是好事。高纖維的蔬菜可能會引起胃氣脹，同樣不利於飛機艙中的擁擠環境。因此，一般西式的飛機餐，通常包括高蛋白食物（如雞、牛或魚），小份量的雜菜沙拉（通常不含洋蔥，而多用番茄與青瓜，與少量生菜），一些馬鈴薯（碳水化合物）與甜品（蛋糕或布丁）。這些食品並不會導致口氣與胃氣脹，或者使人極度討厭。這樣的飛機餐，味道雖淡，但就很安全。

## 特殊餐

### 代碼
| 代碼 | 全名                      | 名稱     | 描述 |
| ---- | ------------------------- | -------- | --- |
| VOML | Vegetarian Oriental Meal  | 東方素食 | 不包含蔥蒜蛋奶的素食餐，東方包括東亞及東南亞的菜式，依航空公司而定。                                           |
| VGML | Vegan Meal                | 嚴格素食 | 不包含蔥蒜蛋奶的素食餐，通常指西餐樣式。                                                                       |
| VLML | Vegetarian Lacto-Ovo Meal | 蛋奶素食 | 允許蛋奶的素食餐。依航空公司不同，可能含有蔥蒜。                                                               |
| AVML | Asian Vegetarian Meal     | 印度素食 | 不含魚類、肉類的素食餐。通常也不含蛋類，但此類素食者部份允許吃蛋。部分印度素食可能包括乳製品。口感以辛辣為主。 |
| VJML | Vegetarian Jain Meal      | 耆那素食 | 不允許根莖類蔬菜的素食餐。通常也不含奶類，但此類素食者允許喝有條件的奶。                                       |
| RVML | Raw Vegetarian Meal       | 生鮮素食 | 生食的素食餐。                                                                                                 |
| FPML | Fruit Platter Meal        | 水果拼盤 | 新鮮水果或含水果成分的水果甜點，水果種類會視乎供應及季節而定。                                                 |
| BBML | Baby Meal                 | 嬰兒餐點 | 分為4-6個月及6-24個月的嬰兒食品。                                                                              |
| CHML | Child Meal                | 兒童餐點 | 適合2-8歲兒童特製的小份量餐點。                                                                                |
| BLML | Bland Meal                | 清淡餐點 | 少油少鹽少刺激性的溫和性餐飲，適合有胃部問題的乘客。                                                           |
| DBML | Diabetic Meal             | 糖尿病餐 | 為糖尿病患者特製的餐點，以無糖、低脂肪、高纖維為主，或以代糖代替蔗糖。                                         |
| GFML | Gluten Intolerant Meal    | 無麩質餐 | 為麩質過敏患者特製的餐點。不含小麥或麵包等任何麵粉類製品。                                                     |
| LCML | Low-Calorie Meal          | 低熱量餐 | 為限制卡路里攝取的患者特製的餐點，以低脂、高纖維的食物為主。                                                   |
| LFML | Low-Fat Meal              | 低脂肪餐 | 為限制脂肪攝取的患者特製的餐點，以水煮和蒸為主要烹飪方式。食物以去皮瘦肉、低脂乳製品、水果及高纖維麵包為主。   |
| LSML | Low-Sodium Meal           | 低鹽份餐 | 為高血壓或腎臟疾病患者特製的餐點，不含或僅使用少量的鹽或含鹽的食品。                                           |
| NLML | Non-Lactose Meal          | 無乳糖餐 | 為乳糖不耐症患者特製的餐點，不含任何乳製品。                                                                   |
| HNML | Hindu Meal                | 印度教餐 | 不含牛肉成份，甚至剔除豬肉，通常以雞肉作為肉類食材。                                                           |
| KSML | Kosher Meal               | 猶太教餐 | 根據猶太教教規製作的餐點，由於不能沾染不合教規食品的氣味，通常需要雙層密封包裝，參考洁食。                     |
| MOML | Muslim Meal               | 穆斯林餐 | 根據回教教規製作的餐點，沒有豬肉及酒精的成份，只允許清真食品。                                                 |
| SFML | Seafood Meal              | 海鮮餐點 | 提供海鮮食物。                                                                                                 |
| SPML | Special Meal              | 特殊餐點 | 航空公司提供的特殊餐點，比如特製生日蛋糕。                                                                     |

## 飛行員餐飲
對於飛航組員（機長、副駕駛與飛航工程師等人）來說，餐飲安全比起乘客的飛機餐更為嚴格。這些餐飲會被事先標籤，以表示誰會食用，並確保每個組員都在不同的時間食用完全不同的飛機餐。這樣可以減少機上所有組員同時得病的機會。

## 新趨勢
由於燃油價格上升等因素，航空公司需要在其他方面減輕成本。飛機餐，甚至小吃都要額外收費。這不但見於廉價航空公司，更逐漸擴大到傳統航空公司。

## 外部連結
- （繁體中文）復興空廚 （页面存档备份，存于）
- （繁體中文）華膳空廚 （页面存档备份，存于）
- （繁體中文）長榮空廚 （页面存档备份，存于）
- （英文）Foodreference.com （页面存档备份，存于）
- （英文）SkyMeals.com （页面存档备份，存于）
- （英文）airlinemeals.net （页面存档备份，存于）
- （日語）kinaishoku.com （页面存档备份，存于） - 收集飛機餐照片稿的部落格